# کلودیا لیختنبرگ
کلودیا لیختنبرگ (انگلیسی: Claudia Lichtenberg؛ زادهٔ ۱۷ نوامبر ۱۹۸۵) دوچرخه‌سوار اهل آلمان است.